# José María Reyes Mata
José María Reyes Mata (5 de outubro de 1943 - 16 de setembro de 1983) foi médico e político hondurenho, sendo um dos principais líderes da esquerda de Honduras que pegou em armas na década de 1980.
Foi um simpatizante revolucionário de Fidel Castro e formou-se como médico e no pensamento revolucionário internacionalista em Cuba. Ele participou da malfadada revolução boliviana de Che Guevara e depois de sobreviver à prisão mudou-se para o Chile. Com o golpe de Estado de 1973, Reyes Mata retornou a Honduras e lutou com os sandinistas nicaraguenses, na esperança de obter seu apoio para uma frente revolucionária unida a ser estabelecida em Honduras. 
Em abril de 1979 foi eleito secretário-geral do Partido Revolucionário dos Trabalhadores Centro-Americanos (PRTC), partido regional centro-americano que tinha expressões político-militares nacionais especialmente em El Salvador e Honduras, e em menor medida na Guatemala, e bases logísticas nos outros países da América Central.
Em 1983 foi eleito Comandante das Forças Armadas Populares (FAP), exército guerrilheiro deste mesmo partido. Sob o pseudônimo de Comandante Pablo Mendoza, liderou uma coluna de guerrilha rural composta por cerca de uma centena de hondurenhos que entraram em Honduras a partir da Nicarágua com a missão de estabelecer bases guerrilheiras rurais a partir das quais apoiar, no futuro, processos insurrecionais urbanos, seguindo a estratégia guevarista-vietnamita de “criar novos Vietnams” e, assim, alcançar a tomada do poder e iniciar uma revolução popular. No entanto, foi capturado pelas forças militares hondurenhas juntamente com o Padre Guadalupe e outras 80 pessoas. A data de sua morte permanece obscura e seu corpo nunca foi localizado.